# Terre di Casole
Il Terre di Casole è una DOC riservata ad alcuni vini la cui produzione è consentita nella provincia di Siena.